# Konojady
Konojady – wieś w Polsce położona w województwie kujawsko-pomorskim, w powiecie brodnickim, w gminie Jabłonowo Pomorskie.

## Podział administracyjny
W latach 1954–1971 wieś należała i była siedzibą władz gromady Konojady, po jej zniesieniu w gromadzie Jabłonowo-Zamek. W latach 1975–1998 miejscowość administracyjnie należała do województwa toruńskiego. Wieś dzieli się na Małe Konojady (inaczej nazywane Konojadki) i Duże Konojady.

## Demografia
Według Narodowego Spisu Powszechnego (III 2011 r.) liczyły 595 mieszkańców. Są największą miejscowością gminy Jabłonowo Pomorskie.

## Straż pożarna
Konojady posiadają ochotniczą straż pożarną. Stary domek straży stoi opuszczony, a nowy znajduje się obok biblioteki.

## Środowisko naturalne
Wieś położona jest w pobliżu wielu jezior. W Konojadach jest wiele gniazd bocianich. Z zagrożonej fauny występują żmije.

## Charakterystyka
We wsi znajduje się stacja kolejowa, poczta, sklepy, cmentarz oraz neogotycki kościół (po II wojnie światowej służył za spichlerz, w roku 1982 został ponownie wyświęcony). W parku koło kościoła znajduje się zdewastowany pałacyk, który położony jest na szczycie wzniesienia. W Dużych Konojadach znajduje się drugi pałacyk służący obecnie jako budynek mieszkalny. W centrum w sąsiedztwie kościoła znajduje się budynek szkoły, lecz ze względu na niż demograficzny została zlikwidowana. W budynku zlikwidowanej szkoły powstał Ośrodek Edukacji Ekologicznej prowadzony przez Miejsko - Gminny Ośrodek Kultury w Jabłonowie Pomorskim i filia klubu seniora Złote Kłosy.

## Zabytki
Według rejestru zabytków NID na listę zabytków wpisane są:
- kościół ewangelicki, obecnie rzymskokatolicki filialny pw. Dobrego Pasterza z lat 1896-98, nr rej.: A/1523 z 1.04.2009
- cmentarz kościelny, nr rej. j.w.

## Nazwa wsi
Nazwa wsi pochodzi od żyznych pastwisk znajdujących się w tym rejonie i była kojarzona przez kupców (przez wieś przebiegał szlak kupiecki) z miejscem, gdzie konie się dobrze najadły.

## Urodzeni w Konojadach
- Wojciech Dębołęcki (1575-1647), franciszkanin, kronikarz, pisarz, kompozytor, teolog, poliglota, kapelan lisowczyków
- Gero Bisanz  (1935-2014), niemiecki piłkarz i trener, w latach 1982-1996 trener kobiecej reprezentacji Niemiec w piłce nożnej[5]